# Mussaenda sandakana
Mussaenda sandakana är en måreväxtart som beskrevs av Rafaël Herman Anna Govaerts. Mussaenda sandakana ingår i släktet Mussaenda och familjen måreväxter. Inga underarter finns listade i Catalogue of Life.